# Ambonus lippus
Ambonus lippus är en skalbaggsart som först beskrevs av Ernst Friedrich Germar 1824.  Ambonus lippus ingår i släktet Ambonus och familjen långhorningar.
Artens utbredningsområde är Paraguay. Inga underarter finns listade i Catalogue of Life.